# کانگ ایشیک
این یک نام کره‌ای است؛ نام خانوادگی کانگ است.
ژنرال کانگ ایشیک (کره‌ای: 강이식; هانجا: 姜以式)؛ یک ژنرال ارتش گوگوریو در دهه ۵۹۰ میلادی بود. که در جنگ‌های زیادی از جمله جنگ‌های گوگوریو –سویی به عنوان فرمانده حضور داشته است. نام او در تبارنامه قبیله جینجو کانگ و چوسان سانگگوسا نوشته شین چاهو ذکر شده است. او به عنوان جد خاندان جینجو کانگ، حکیم بزرگ کره و ژنرال گوگوریو که دودمان سویی را شکست داد، شناخته می‌شود، همان‌طور که در اسنادی مانند «دانگامجیپ (戇庵集)»، «شجره‌نامه خاندان جینجو کانگ» و «تاریخ باستانی چوسون» ذکر شده است.

## تفسیر در چوسان سانگگوسا
در سال ۵۹۸ میلادی، پادشاه یونگ‌یانگ یک تهاجم پیشگیرانه مشترک با مالگالعلیه پایگاه‌های دودمان چینی سویی در امتداد مرز در استان هبی کنونی آغاز کرد. امپراتور ون به پنجمین و کوچک‌ترین پسرش، نگ لیانگ (به کمک معاون نخست‌وزیر گائو جیونگ) و دریاسالار ژو لوهو دستور داد تا گوگوریو را با ارتش و نیروی دریایی ۳۰۰٫۰۰۰ نفری فتح کنند.
ارتش یانگ لیانگ وقتی به گوگوریو رسید با فصل بارانی اولیه روبرو شد. باران شدید بی‌سابقه، پیشروی ارتش را تقریباً غیرممکن کرد و حمل و نقل آذوقه را با مشکل مواجه کرد. حملات مداوم نیروهای گوگوریو و بیماری تلفات سنگینی را به همراه داشت. یانگ یانگ با رسیدن به این نتیجه که ارتش به تنهایی نمی‌تواند به هدف دست یابد، تصمیم گرفت با ناوگان دریایی ژو لوهو ترکیب شود و ادامه دهد.
نیروی دریایی ژو لوهو نیز با چالش‌های خاص خود روبرو شد و با دریای مواج مبارزه کرد و با وجود نزدیک ماندن به خط ساحلی، کشتی‌های زیادی را از دست داد. هر زمان که آنها لنگر انداختند، گروه‌های گوگوریو برای حمله به ملوانان سویی حضور داشتند. ناوگان درگیر نبرد با ناوگان گوگوریو با مجموع ۵۰٫۰۰۰ نفر به رهبری دریاسالار کانگ ایشیک، احتمالاً در دریای بوهای کنونی شد. ناوگان سویی که قبلاً در اثر کمین‌ها و هجوم طبیعت ضعیف شده بود، متحمل خسارات ویرانگری شد.
نیروهای سویی همگی در خشکی و دریا شکست خوردند. متون تاریخی نشان می‌دهد که حدود ۹۰٪ از سربازان سویی از بین رفتند. تصور می‌شود که تلفات گوگوریو در مقایسه با تلفات سویی تقریباً وجود ندارد. یانگ یانگ با چاره ای جز عقب‌نشینی روبرو نشد.
در سال ۶۱۲ میلادی، امپراتور یانگ دستور داد تا برای جنگ علیه گوگوریو آماده شوند. بر اساس کتاب سویی، نیرویی که تا پایان سال جمع‌آوری شد، یکی از بزرگ‌ترین نیروهای تمدن بود. تخمین زده می‌شود که ۱٫۱۳۳٫۰۰۰ نیروی رزمی بسیج شدند. پادشاه یونگ‌یانگ کانگ ایشیک را به هر دو منصوب کرد: فرمانده عالی خشکی و دریا (수륙양군병마도원수، 水陸兩軍兵馬都元帥).
ارتش و نیروی دریایی سویی حمله شدیدی انجام دادند. اولجی موندوک، یکی دیگر از فرماندهان عالی، مهاجمان را دفع کرد. ژنرال اولجی موندوک ارتش سویی را از نبرد سالسو بیرون کرد. با پیروزی بر دودمان سویی در نبرد سالسو، گوگوریو در نهایت پیروز جنگ شد، در حالی که دودمان سویی از درون شروع به فروپاشی کرد و در نهایت با درگیری‌های داخلی سرنگون شد.
ژنرال کانگ ایشیک در زمان پادشاهی یونگ‌نیو در سن بسیار بالا درگذشت. او جد قبیله جینجو کانگ امروزی است.

## تصویر سازی مدرن
«یون گه‌سومون (مجموعه تلویزیونی)» (اس‌بی‌اس، ۲۰۰۶~۲۰۰۷، بازیگر:کیم شیوون)

## آرامگاه
گفته می‌شود این آرامگاه در مقابل ایستگاه وونسوریم در خط فنگجی در شهرستان شنیانگ، منچوری قرار دارد. این آرامگاه در طول انقلاب فرهنگی چین به شدت آسیب دید و اکنون تنها پایه لاک‌پشت آن باقی مانده است. تصویر او در معبد بونگسان ۸۸۵، سانگبونگ-دونگ، جینجو-سی، گیونگنام، نگهداری می‌شود. او هر ساله در دهمین روز از سومین ماه قمری، مورد احترام قرار می‌گیرد.
گفته‌اند که در پیشگاه این آرامگاه، سنگ‌نوشته‌ای بزرگ با کتیبه «آرامگاه فرمانده سپاهیان، کانگ گونگ» قرار داشته است. همچنین ادعا شده که سنگ قبر کانگ ایسیک در دهه ۱۹۳۰ میلادی هنگام بازدید از این مکان شناسایی شده، اما در جریان انقلاب فرهنگی چین، هم سنگ قبر و هم آرامگاه آسیب دیدند و اکنون این گورستان به زمین کشاورزی بدل شده و تنها بخشی از سنگ قبر و پایه لاک‌پشت آن بر جای مانده است. این واقعیت در سال ۱۹۹۲ با بررسی میدانی نخستین گروه اکتشاف انجمن پژوهش‌های تاریخی خاندان جینجو کانگ تأیید شد. افزون بر این، بازدید اعضای این خاندان برای برگزاری آیین نیاکان در سال ۲۰۰۲ از سوی برنامه ویژه تاریخ شبکه کی‌بی‌اس پخش شد، اما با توجه به منابع تاریخی موجود، پیگیری افسانه کانگ ایسیک به پیش از دوره چوسون دشوار است.

## محدودیت اسناد تاریخی
در اسناد تاریخی معتبری چون سامگوک ساگی، تواریخ بیست‌وچهارگانه چین و تاریخ شش پادشاهی ژاپن، هیچ اشاره‌ای به کانگ ایسیک نشده و هیچ کتیبه‌ای نیز از او برجای نمانده است. تنها در کتاب «تاریخ باستانی چوسون» نوشته شین چه‌هو در سده بیستم، از کانگ ایسیک نام برده شده و به منابعی همچون سوگواک جاپنوک و دائدونگ اونهه ارجاع داده شده، اما چون این منابع امروزه در دسترس نیستند، این موضوع در هاله‌ای از ابهام قرار دارد. جایگاه کانگ ایسیک بیشتر از طریق شجره‌نامه خاندان جینجو کانگ (نوشته‌شده پس از اواخر سده هفدهم)، یادداشتی کوتاه از کانگ ایک و برخی منابع غیررسمی به ما رسیده است، اما از آنجا که این اسناد معاصر نیستند و بیشتر به بزرگداشت میهن‌پرستانه اجداد می‌پردازند، ارزش تاریخی بالایی ندارند.

## سرگفتار بیونگمادو
افزون بر این، عنوان‌های «فرمانده بیونگما» و «فرمانده بیونگما دو» که به عنوان مناصب او ذکر شده‌اند، بیشتر نام‌هایی بیگانه‌اند که به‌عنوان مقام‌های رسمی گوگوریو شناخته نمی‌شوند. در دوره سه پادشاهی، چنین عنوانی وجود نداشته و در چین نیز این مقام نخستین بار پس از امپراتور شوانزونگ از دودمان تانگ، یعنی حدود پنجاه سال پس از سقوط گوگوریو، پدیدار شد. در تاریخ کره نیز این عنوان تنها در دوره گوریو از چین وارد شده است. از این رو، اعتبار ادعای خدمت کانگ ایسیک به عنوان فرمانده بیونگما (دو) مورد تردید است.